# 荔枝莊

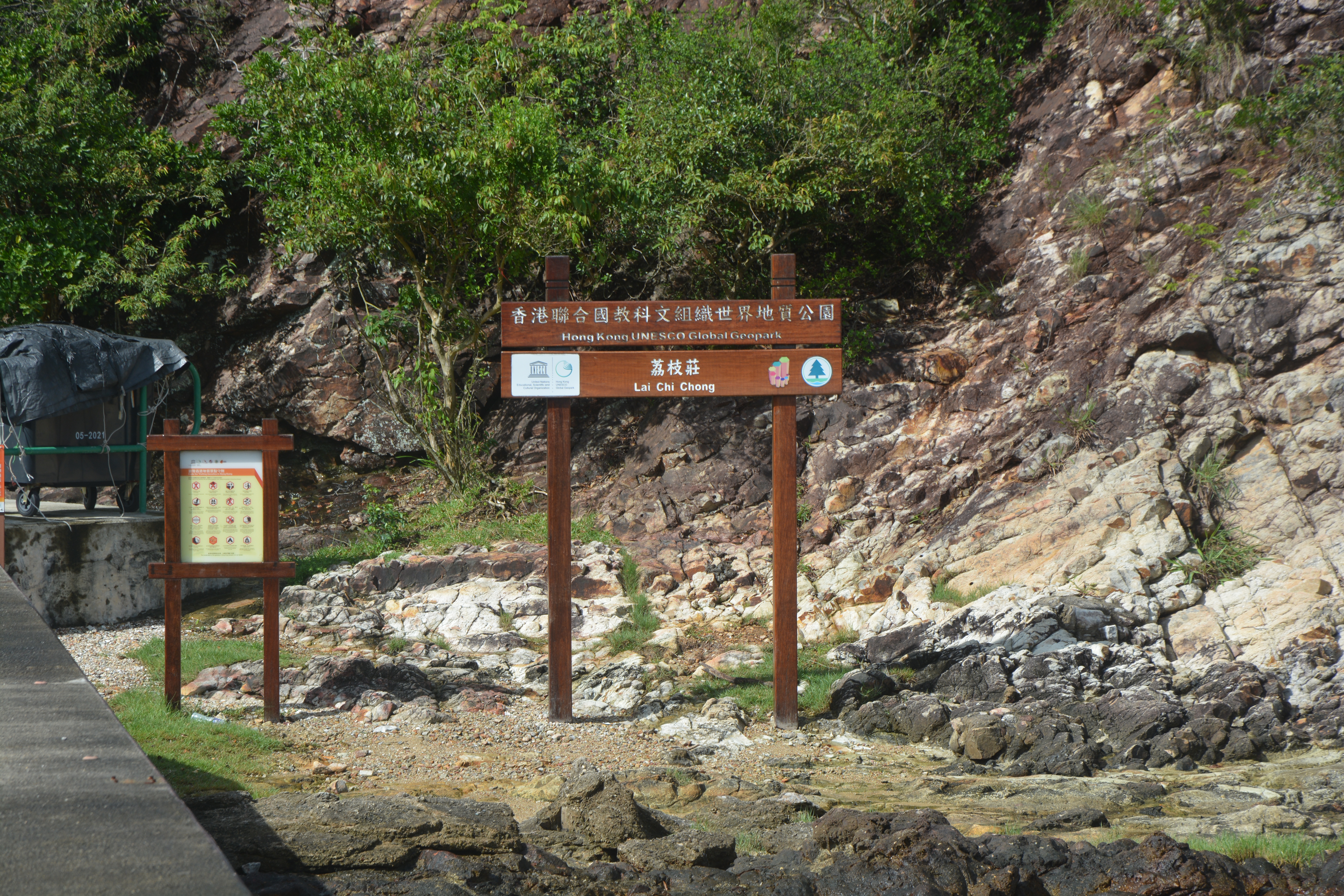
荔枝莊碼頭上岸處附近的木牌

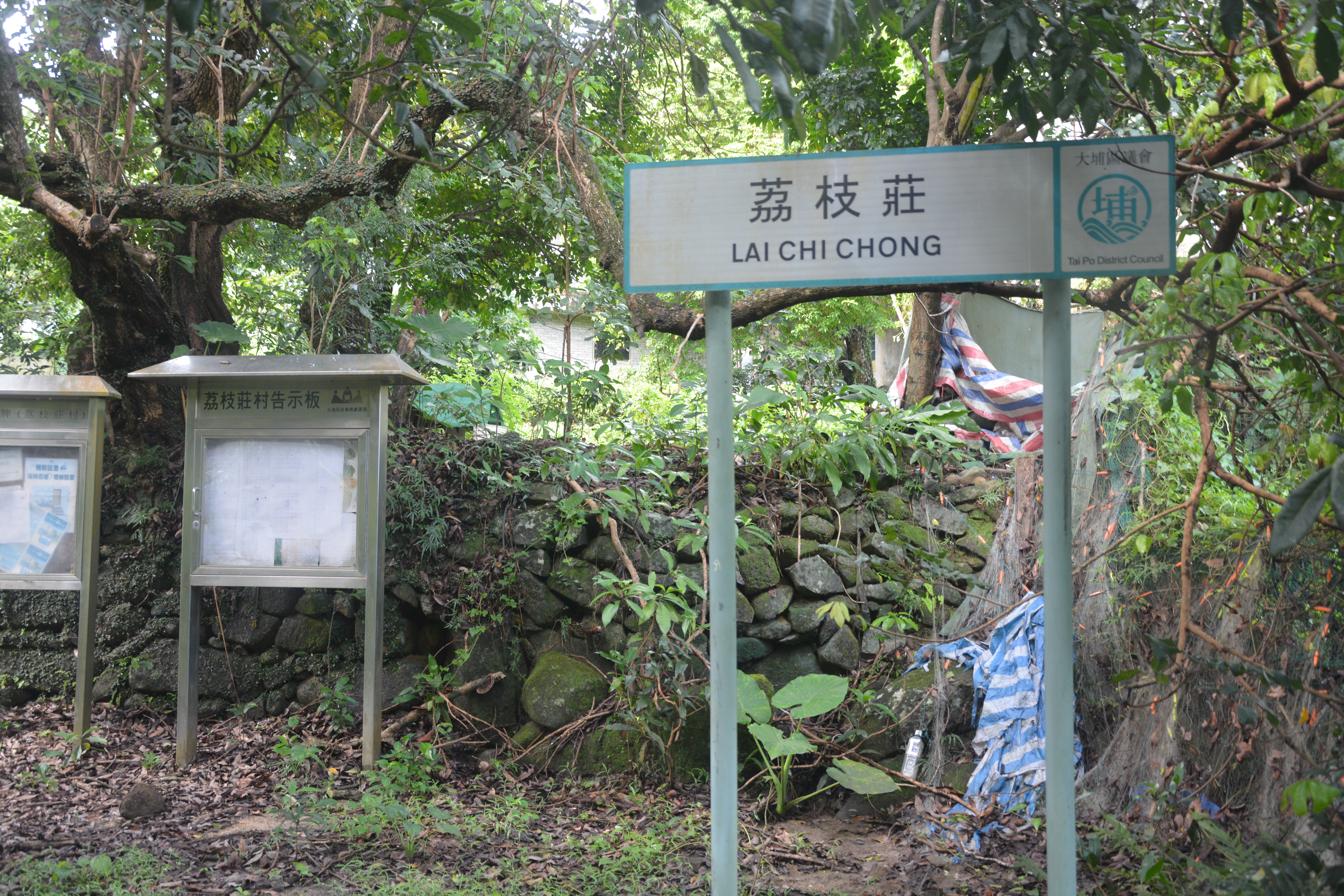
荔枝莊村入門處的鐵牌

荔枝莊是香港的一個地名，位於新界西貢半島石屋山北麓，是赤門南岸的海灣鄉郊，相傳曾有三棵主幹巨大的荔枝樹而得名。

## 地質重點
荔枝莊碼頭以西的岸邊，展示著層層疊疊、非常壯觀的沉積岩，是地質考察的重點。
這個位於西貢西郊野公園、面積達5公頃的黑色岩石灘，在1985年被列為具特殊科學價值地點，這些沉積岩比馬屎洲的「年輕」，卻比東平洲的「年老」。約於一億年前發生火山噴發時，大量火山灰和碎屑堆積成凝灰岩；而在火山間歇停止噴發時期，天空上的二氧化硅透過降雨積聚沉澱，並在水裡沉積成層，形成黑色硅質燧石岩層。這些顏色獨特的岩層和較淺色的火山質粉砂岩相間，形成深淺色對比強烈的火山沉積岩。間歇期的環境變化很大，黑色岩層的厚度亦有十分大的差異，厚度由10厘米至近100厘米不等，在岸邊形成陡峭斜坡。據說，由於燧石非常堅硬，所以遠古時人類已懂得運用燧石磨擦生火。但現今任何人士假如非法開鑿、挖掘或採集岩石，將會觸犯香港法例。

## 交通

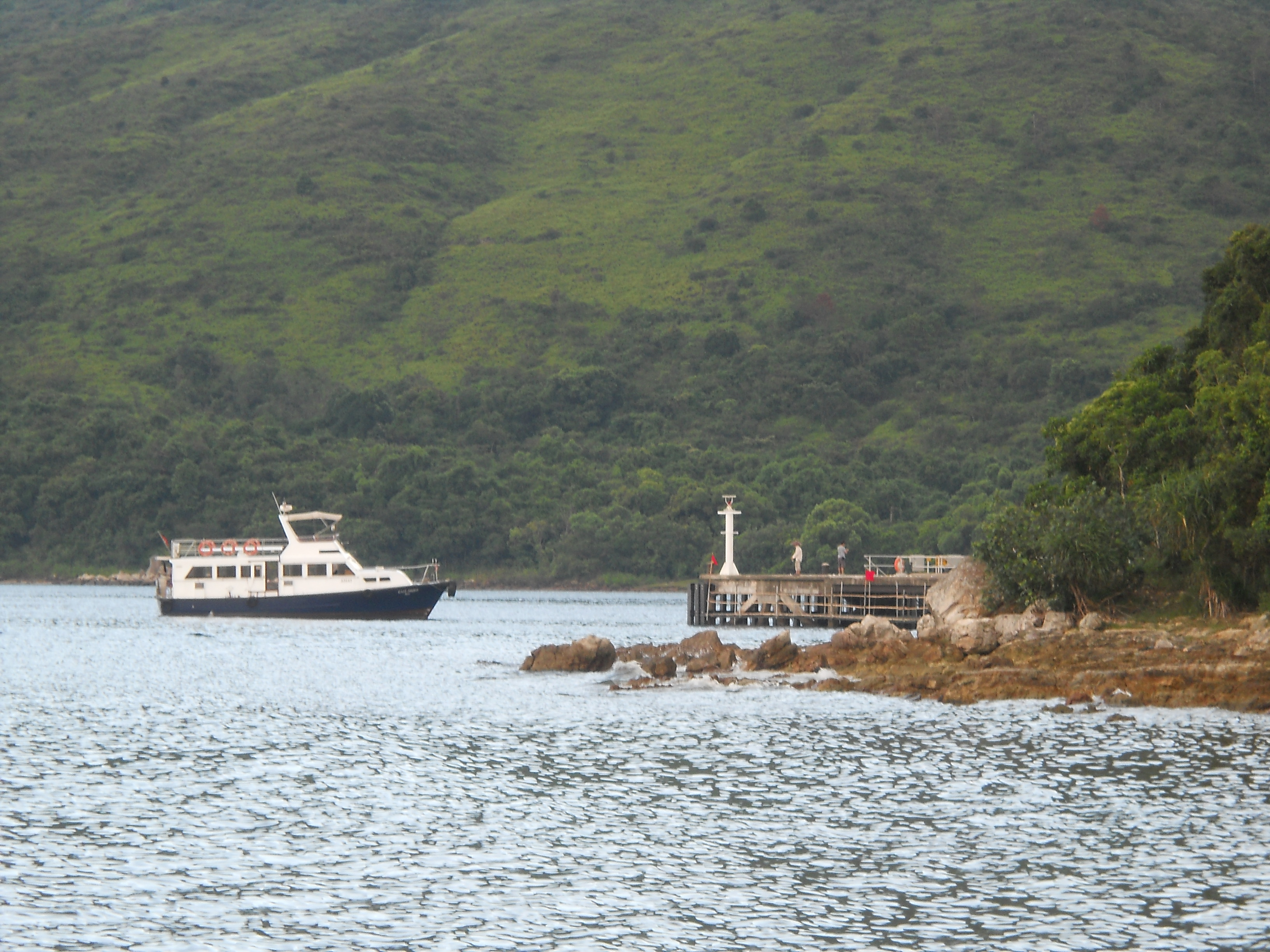
街渡抵達荔枝莊碼頭

## 景點
- 中國香港世界地質公園赤門景區荔枝莊景點
- 荔枝莊明愛小塘營

## 區議會議席分佈
由於荔枝莊人口稀少，現時只有街渡連接深涌、塔門、赤徑、黃石碼頭等地，所以往往跟這些鄉村（包括海下）範圍劃為同一個選區。
| 年度/範圍  | 2000-2003  | 2004-2007  | 2008-2011  | 2012-2015  | 2016-2019  | 2020-2023  |
| ---------- | ---------- | ---------- | ---------- | ---------- | ---------- | ---------- |
| 整個荔枝莊 | 西貢北選區 | 西貢北選區 | 西貢北選區 | 西貢北選區 | 西貢北選區 | 西貢北選區 |